# Roger Lapébie
Roger Lapébie (Baiona, 16 de gener de 1911 - Pessac, 12 d'octubre de 1996) fou un ciclista francès que va competir durant la dècada de 1930. Era anomenat Le Placide, L'Atlète sentimental o el placido.
En el seu palmarès destaca el campionat de França de carretera de 1933, el Critèrium Nacional de 1934, la París-Niça de 1937 i, nou etapes del Tour de França. El 1937 guanyà la general final del Tour, adjudicant-se tres etapes, però en un ambient agitat després de l'abandonament de Sylvère Maes i de l'equip de Bèlgica, els quals consideraven haver estat desafavorits per Henri Desgrange. Desgrange va acusar Roger Lapébie d'haver esquivat el reglament per guanyar el Tour i va vetar la seva participació l'any següent per la pressió dels dirigents belgues.
El 1939 es va trencar el genoll a l'arribada de la Bordeus-París, cosa que va posar fi a la seva carrera.

## Palmarès
- 1932.
  - 1r del G.P.Huet a Argentan
  - Vencedor de 2 etapes del Gran Premi Wolber
  - Vencedor d'una etapa al Tour de França
- 1933
  -  Campió de França en ruta
  - 1r de la París-Angers
  - 1r de la París-Saint Etienne
  - 1r del Circuit de Morbihan
  - 1r al Gran Premi de l'Écho d'Alger
  - 1r del G.P. Gillon a Nantes
  - 1r del Critèrium de Parme
- 1934
  - 1r del Critèrium Nacional
  - 1r de la París-Saint Etienne
  - 1r de la París-Vichy
  - Vencedor de 5 etapes del Tour de França
  - Vencedor de 2 etapes a la París-Niça
- 1935
  - 1r de la París-Saint Etienne
  - 1r dels Sis dies de París (amb Maurice Archambaud)
- 1936
  - 1r del Critèrium de Parme
  - 1r de les 24 hores d'Avinyó
- 1937
  - 1r del Tour de França i vencedor de tres etapes
  - 1r de la París-Niça
  - 1r del Critèrium Nacional
- 1938
  - 1r de la París-Sedan
- 1939
  - Vencedor d'una etapa a la París-Niça

### Resultats al Tour de França
- 1932. 23è de la classificació general. Vencedor d'una etapa
- 1933. 29è de la classificació general
- 1934. 3r de la classificació general. Vencedor de 5 etapes
- 1935. Abandona (12a etapa)
- 1937. 1r de la classificació general. Vencedor de 3 etapes